# Wijvenheide
Wijvenheide is een natuurgebied in het westen van de Belgische gemeente Zonhoven in de vallei van de Roosterbeek in de buurt van Wijve. Het gebied wordt vaak Platwijers genoemd. De Platwijers liggen echter ten zuiden van de Wijvenheide. Ten noorden liggen het recreatiepark Heidestrand en het Vogelzangbos, ten noordoosten het gehucht Halveweg, ten oosten spoorlijn 15, ten zuidoosten het gehucht Terdonk, ten zuiden de Platwijers, ten westen het natuurgebied Kolberg en ten noordwesten het natuurgebied Waterlozen en het gehucht Bolderberg (Heusden-Zolder). Het gebied maakt deel uit van de vijverregio De Wijers.
Het reservaat, dat uit visvijvers en de directe omgeving ervan bestaat, is 160 ha groot en werd in 1958 door de Vlaamse Gemeenschap als vogelreservaat opgericht. Het wordt beheerd door het Agentschap voor Natuur en Bos. In dit gebied ligt een wandelweg met meerdere vogelkijkhutten en -platformen en een uitkijktoren.
Aansluitend vindt men een gebied van 47 ha, dat wordt beheerd door Natuurpunt. Een deel hiervan is bekend onder de naam Rode Vijvers. Naast vijvers vindt men hooilanden, bos en heide en moerasgebieden. Er broeden wel 100 vogelsoorten. Ook is er een reigerkolonie. Roerdomp, woudaap, grote zilverreiger en visarend zijn opvallende vogels in dit gebied. Verder vindt men er boomkikkers, heikikkers en grijze zandbijen. In het water komt de bittervoorn voor.

## Galerij

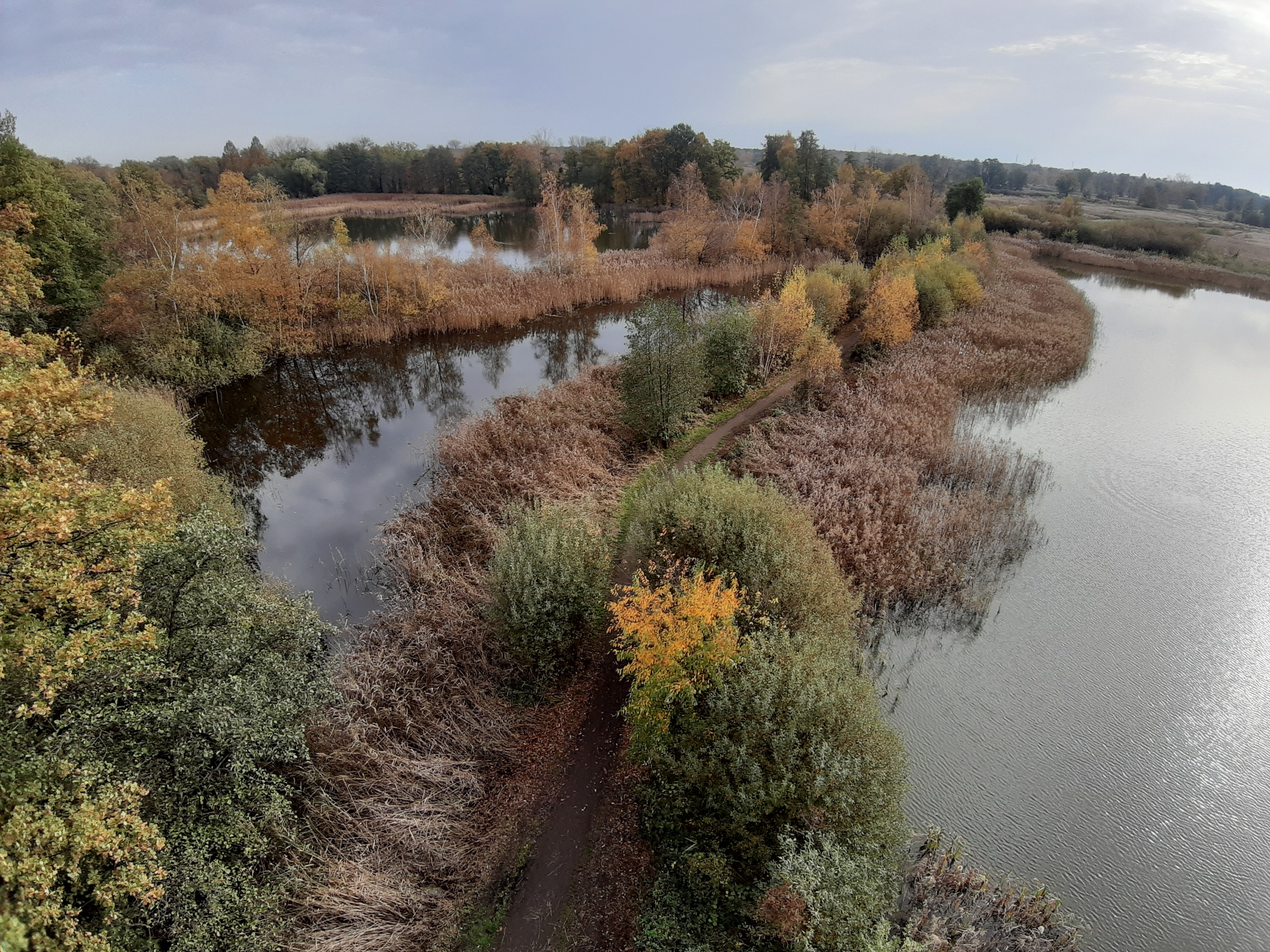
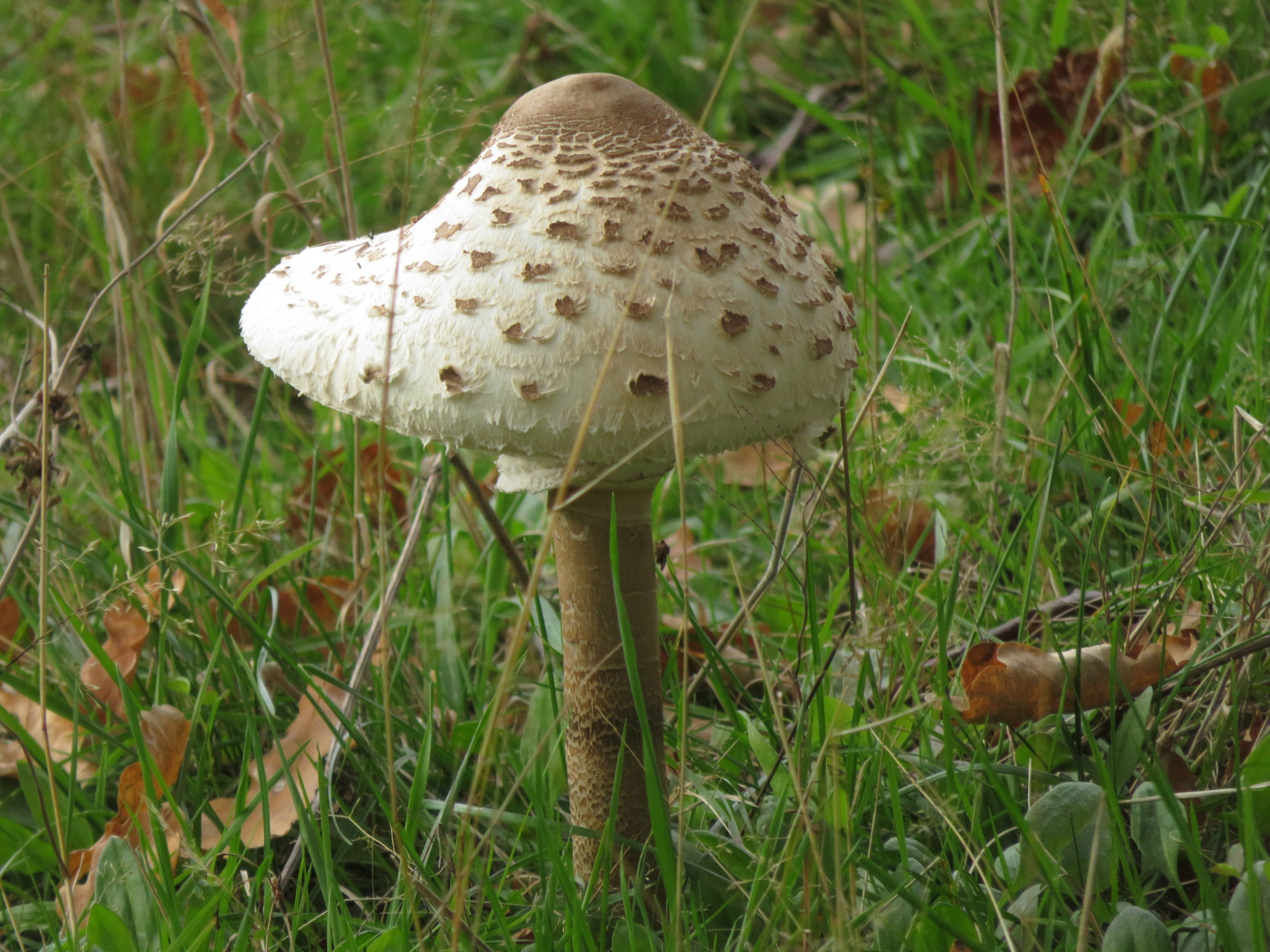
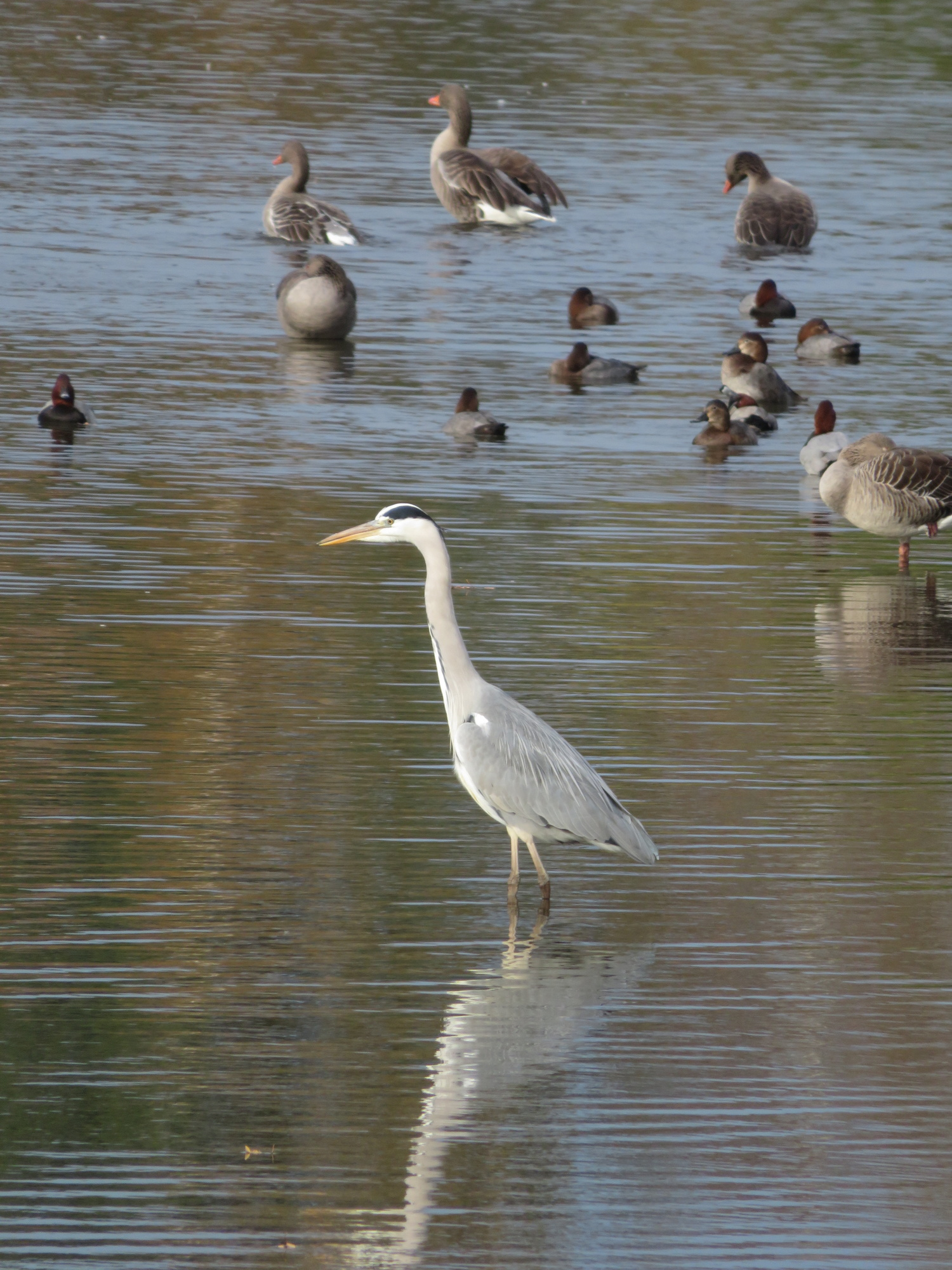
De Roosterbeek
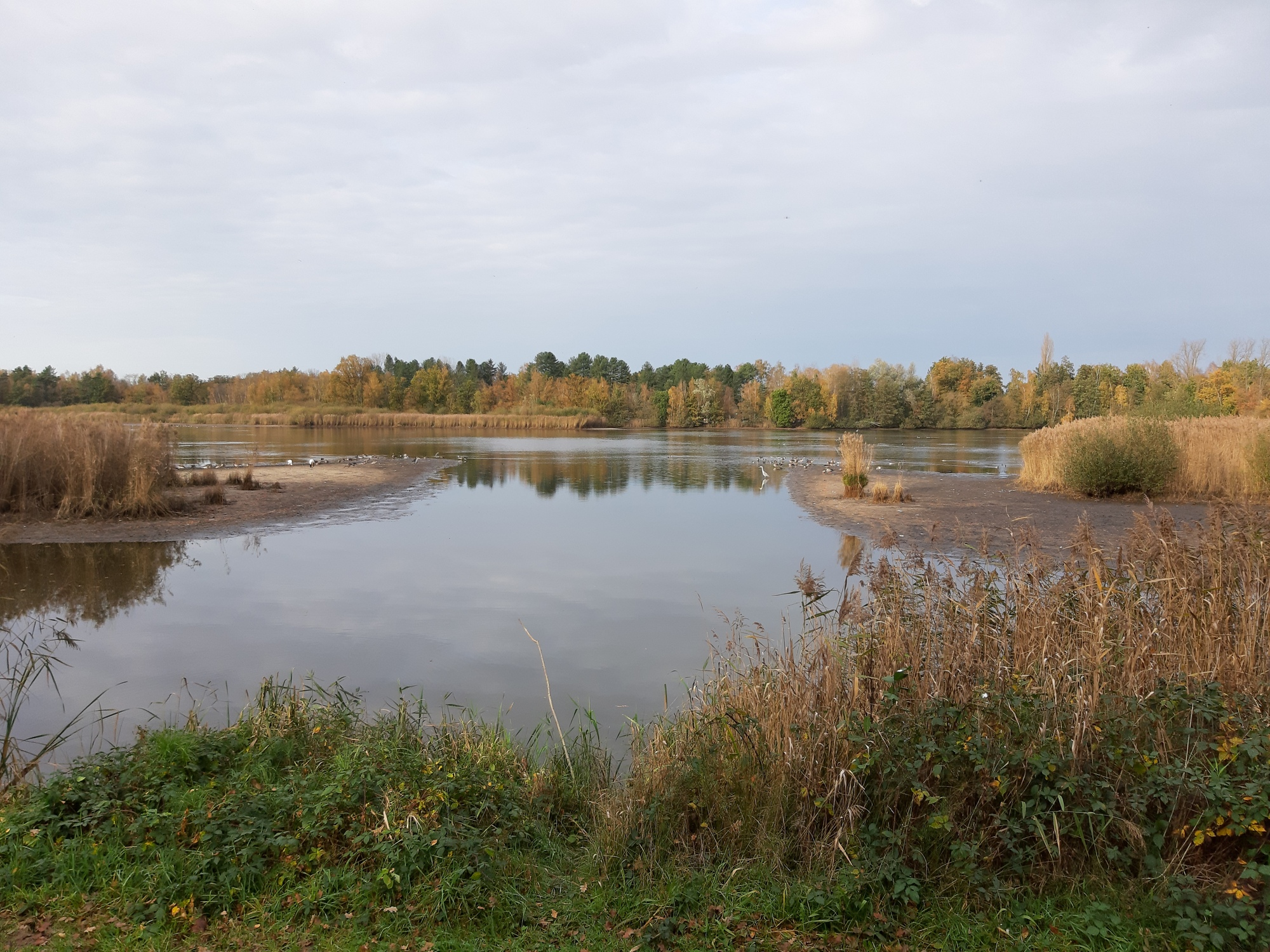